# Опач-Мала
Опач-Мала (пол. Opacz Mała) — село в Польщі, у гміні Міхаловіце Прушковського повіту Мазовецького воєводства.
Населення — 236 осіб (2011).
У 1975-1998 роках село належало до Варшавського воєводства.

## Демографія
Демографічна структура станом на 31 березня 2011 року:
|          | Загалом | Допрацездатний вік | Працездатний вік | Постпрацездатний вік |
| -------- | ------- | ------------------ | ---------------- | -------------------- |
| Чоловіки | 115     | 23                 | 84               | 8                    |
| Жінки    | 121     | 25                 | 74               | 22                   |
| Разом    | 236     | 48                 | 158              | 30                   |